# 許節
許節（1444年—？），字本儉，湖廣武昌府江夏縣人，軍籍，明朝政治人物。

## 生平
湖廣鄉試第二十九名舉人。成化十七年（1481年）中式辛丑科會試第二百七十六名，三甲第一百五十六名進士。弘治十二年（1499年）任扬州府知府。

## 家族
曾祖許文貴；祖父許名得；父許從善，通判。母劉氏。慈侍下。弟許誠、許諾。